# O Mito do Eleitor Racional
O mito do eleitor racional: por que as democracias escolhem políticas ruins é um livro de 2007 do economista Bryan Caplan, no qual o autor desafia a ideia de que os eleitores são pessoas razoáveis em quem a sociedade pode confiar para fazer leis. Em vez disso, Caplan argumenta que os eleitores são irracionais na esfera política e possuem ideias sistematicamente enviesadas sobre economia.

## Resumo
Ao longo do livro, Caplan se concentra na opinião dos eleitores sobre economia, já que muitas decisões políticas giram em torno de questões econômicas (imigração, comércio, bem-estar, crescimento econômico e assim por diante). Usando dados do Survey of Americans and Economists on the Economy (SAEE) (Pesquisa de Cidadões Americanos e Economistas sobre a Economia), Caplan categoriza as raízes dos erros econômicos em quatro vieses: anti-mercado, anti-estrangeiro, improvisado e pessimista.

### Viés anti-mercado
Caplan se refere ao viés anti-mercado como uma "tendência a subestimar os benefícios do mecanismo de mercado".:30 Na visão de Caplan, as pessoas tendem a se ver como vítimas do mercado, em vez de participantes dele. Ele também categoriza alguns grandes equívocos associados a este viés: (1) uma visão de que os pagamentos do mercado são transferências e não incentivos, (2) uma crença em uma teoria de monopólio de preço, na qual as empresas impõem preços aos consumidores sem recurso.
No primeira, ele descreve que "as pessoas tendem a ver os lucros como um presente para os ricos" e que "limitar os lucros" permite piedade aos pobres.:32No entanto, os lucros são vistos pelos economistas como um meio de promover o comércio nesses setores.:32Além disso, os ataques históricos contra os juros são vistos como um roubo ao tomador do empréstimo. No entanto, juros são de fato duas coisas: o credor atrasando seu próprio consumo para compensação (conhecida como preferência de liquidez) e compensação pelo risco de inadimplência do mutuário. :33
A segunda é onde as corporações, mesmo os fornecedores de pequena escala, são vistos como monopolistas gananciosos que atacam e aproveitam do consumidor. Caplan argumenta que todo o comércio é uma via de mão dupla e que pessoas como intermediários não são interpositores tentando enganar o povo, mas sim, compensando os custos de transporte, armazenamento e distribuição.:34 Em um nível mais amplo, enganar as pessoas é ruim para os negócios e a existência de várias empresas que oferecem produtos similares implica concorrência, não poder de monopólio, o que limita a capacidade de qualquer empresa de aumentar os preços abusivamente e suceder suas vendas.:35

### Viés anti-estrangeiro
Caplan refere-se ao viés anti-estrangeiro como uma "tendência a subestimar os benefícios econômicos da interação com estrangeiros". :36As pessoas veem sistematicamente seu país de origem como concorrente de outras nações e, portanto, se opõem ao livre comércio com elas. Os estrangeiros são vistos como o "inimigo" mesmo que os dois governos estejam em paz duradoura. Os princípios da vantagem comparativa permitem que dois países se beneficiem muito do comércio, mesmo que um seja pior que o outro em todos os aspectos. :38O grau de benefício raramente é equacionado, mas é sempre positivo para ambas as partes. Caplan também observa como o viés antiestrangeiro pode estar enraizado em atitudes pseudo-racistas. Para os americanos, o comércio com o Japão e o México é mais controverso do que o comércio com o Canadá e a Inglaterra, que são mais semelhantes linguística e etnicamente aos Estados Unidos. :39

### Viés do trabalho de "bico"
Caplan refere-se ao viés do esquema de trabalho temporário como uma "tendência a subestimar os benefícios econômicos da conservação do emprego fixo". :40Caplan afirma que há uma tendência de equiparar crescimento econômico com geração de empregos. No entanto, isso não é necessariamente verdade, uma vez que o crescimento econômico real é produto de aumentos na produtividade do trabalho. O deslocamento e o desemprego podem ser causados por ganhos de produtividade que tornam certos empregos não mais necessários. Sendo todas as coisas iguais, a racionalidade econômica exigiria que essas pessoas fizessem uso de seus talentos em outros lugares. Caplan dá ênfase especial ao afastamento da agricultura nos últimos 200 anos, de quase 95% dos americanos como agricultores em 1800 para apenas 3% em 1999, como um exemplo ilustrativo. À medida que uma economia se industrializa, o aumento da produtividade do trabalho na agricultura significa que menos trabalho é necessário para produzir uma determinada quantidade de bens agrícolas, liberando mão de obra (um recurso escasso) para ser empregado na produção de bens manufaturados e serviços.

### Viés pessimista
Caplan refere-se ao viés pessimista como uma "tendência a superestimar a gravidade dos problemas econômicos e subestimar o desempenho (recente) passado, presente e desempenho futuro da economia". :44O público geralmente percebe as condições econômicas como em declínio ou prestes a declinar. Caplan alega que muitas vezes há pouca ou nenhuma evidência para apoiar tais percepções de apocalipse iminente. Entre os desafiantes que Caplan cita está Julian Lincoln Simon e seu livro The Ultimate Resource, que argumenta que a sociedade continua a progredir apesar das reivindicações de degradação ambiental e uso crescente de recursos naturais.

## Pesquisa de americanos e economistas sobre a economia
O autor dá atenção especial ao Survey of Americans and Economists on the Economy (SAEE) de 1996, criado pelo Washington Post, a Kaiser Family Foundation e o Harvard University Survey Project. O SAEE perguntou a 1.510 membros aleatórios do público americano e 250 pessoas com doutorado em economia as mesmas perguntas relativas à economia. Além de suas 37 questões temáticas, o SAEE também questionou sobre a renda do participante, crescimento de sua renda, escolaridade e outras informações demográficas.
As respostas às perguntas são muitas vezes diferentes: o público muitas vezes culpa a tecnologia, a terceirização, os altos lucros corporativos e o downsizing como razões pelas quais o crescimento é menor do que poderia ser. Os economistas, por outro lado, mal prestam atenção a tais argumentos. Cerca de 74% do público culpa as empresas petrolíferas gananciosas pelos altos preços do gás, mas apenas 11% dos economistas o fazem. :87O público tende a acreditar que os rendimentos reais estão diminuindo, enquanto os economistas assumem a posição oposta.
Caplan observa que o abismo entre economistas e o público em geral pode ser devido ao preconceito por parte do especialista. Viés de interesse próprio (os economistas são ricos e, portanto, acreditam no que quer que os beneficie) e suposições ideológicas (os economistas são um bando de ideólogos de direita) são dois desafios que o autor aborda. Caplan escreve: "Tanto o viés interesseiro quanto o viés ideológico são, em princípio, empiricamente testáveis. As opiniões dos economistas são o produto de sua afluência? Então, economistas ricos e não-economistas ricos devem concordar. Os economistas estão cegos pela ideologia de direita? Então economistas conservadores e não-economistas conservadores devem concordar."  :54Por sua vez, se o viés de interesse próprio for inevitável, também distorceria as percepções dos não-ricos, levando-os a acreditar tanto na alegação do "deveria" de que o governo deveria reduzir a desigualdade de riqueza quanto nas "reivindicações" que o resultado das desigualdades existentes de são graves e perpetuadas pelas estruturas de poder corporativas e governamentais
Usando dados do SAEE (que inclui medidas de ideologia, renda, segurança no emprego e outras medidas), Caplan simula o que as pessoas acreditariam se tivessem as mesmas circunstâncias que os economistas, uma técnica frequentemente usada na ciência política chamada "preferências esclarecidas". Se os vieses ideológicos e egoístas forem verdadeiros, a maior parte da diferença entre o "público esclarecido" e os economistas deve desaparecer. Se, no entanto, o público esclarecido não estiver muito mais próximo dos economistas, então algo mais está acontecendo, já que essas explicações foram neutralizadas. Caplan acredita que algo mais são os preconceitos que ele enumerou anteriormente. Os dados tendem a apoiar o argumento de Caplan, com a maioria (mas não todo) do público esclarecido mais próximo dos economistas do que do público.

## Irracionalidade racional
pNa economia neoclássica padrão, as pessoas são consideradas racionais; a noção de viés sistemático é considerada uma suposição desleixada. Em muitos aspectos, Caplan concorda: a maioria das pessoas é racional quando se trata de escolher um emprego, comprar leite, contratar funcionários e selecionar uma estratégia de negócios. Eles podem estar errados, é claro, mas um viés sistemático raramente, ou nunca, ocorre.
Mas o autor argumenta que eles são racionais apenas porque custa caro estar errado. Um racista ainda pode contratar um negro qualificado pois ir para a segunda melhor opção da localidade sairá caro para a empresa. Um protecionista ainda terceirizará porque precisa obter o máximo de vantagens possível sobre seus concorrentes para permanecer no negócio. Alguém que pensa que uma loja de descontos é assombrada questionará seriamente suas conclusões quando achar que seu orçamento está apertado.
Às vezes, no entanto, é praticamente inutil para o indivíduo manter suas crenças preconcebidas, as pessoas gostam de tais crenças. A irracionalidade racional simplesmente afirma que quando é barato acreditar em algo (mesmo quando está errado) é racional acreditar nisso. Eles se recusam a refazer sua lógica e se perguntam seriamente se o que eles acreditam é verdade. Para algumas pessoas, pensar dói e, por isso, evitam se podem. Isso aparece frequentemente na política. Caplan argumenta que, "Como as crenças políticas delirantes são livres, o eleitor consome até atingir seu 'ponto de saciedade economica ', acreditando no que o faz se sentir melhor. Quando uma pessoa põe seu chapéu de eleitor, ela não tem que abrir mão da eficácia prática acima ao auto-conhecimento, pois ela não tem eficácia prática para renunciar em primeiro lugar. "  :132

### Relação com a teoria da escolha pública
O livro é notável no uso da irracionalidade, uma suposição rara na economia. No entanto, a obra também é um desafio à escolha pública convencional, onde os eleitores são vistos como racionalmente ignorantes. A escolha pública convencional ou enfatiza a eficiência da democracia (como no caso de Donald Wittman) ou, mais comumente, o fracasso democrático por causa da interação entre políticos ou burocratas interessados em si mesmos, sob interesses especiais bem organizados que buscam renda e um público amplamente indiferente. público em geral (como no trabalho de Gordon Tullock, James M. Buchanan e muitos outros).
Caplan, no entanto, enfatiza que o fracasso democrático existe e coloca a culpa por isso diretamente no público em geral. Ele dá ênfase especial ao fato de que os políticos são muitas vezes presos entre a rocha e a dificuldade: graças aos conselheiros, eles sabem quais políticas seriam geralmente benéficas, assim como também sabem que essas políticas não são o que as pessoas querem. Assim, eles estão equilibrando as razoáveis políticas econômicas, para que não sejam eliminados do cargo por causa do crescimento lento e uma política econômica ruim, e causas de impopulares. 

## Recepção

### Imprensa popular
O livro foi revisado na imprensa popular, inclusive no The Wall Street Journal, The New York Times, e no New Yorker . Também foi brevemente mencionado na revista Time . Nicholas Kristof escreveu no The New York Times que era o "melhor livro político deste ano".

### Imprensa acadêmica
O livro recebeu uma crítica mista a positiva de Loren Lomasky em Public Choice, co-inventor da teoria do "voto expressivo" que era um concorrente próximo da teoria da irracionalidade racional de Caplan. Stuart Farrand escreveu uma crítica ao livro de Caplan para Libertarian Papers. Gene Callahan revisou o livro para The Independent Review. Prema Popat da NorthEastern University e Benjamin Powell da Suffolk University escreveram em conjunto uma resenha do livro New Perspectives on Political Economy .

## Livros relacionados

### Livros publicados anteriormente
- Democracy and Decision de Geoffrey Brennan e Loren Lomasky, onde os autores descrevem detalhadamente sua tese do "voto expressivo". A teoria da irracionalidade racional de Caplan é uma concorrente próxima da teoria oferecida aqui, e é em muitos aspectos semelhante. Lomasky escreveu uma resenha do livro de Caplan.[8]
- The Myth of Democratic Failure, de Donald Wittman, o livro que Caplan diz ter sido o impulso para escrever seu próprio livro. Caplan incluiu o livro de Wittman em sua lista de leitura, escrevendo "Este é o livro que me despertou de meu sono dogmático de escolha pública - e (negativamente) inspirou todo o meu trabalho sobre Irracionalidade racional. É um presente." Caplan e Wittman participaram de um debate público logo após o lançamento do livro de Caplan.[12]

### Livros publicados posteriormente
- The Ethics of Voting por Jason Brennan, um livro de 2011 examinando se as pessoas têm a obrigação moral de votar. Brennan argumentou que as pessoas não são moralmente obrigadas a votar, mas que, se votarem, são obrigadas a votar com responsabilidade. Ele argumentou que as pessoas que não estão confiantes de que podem votar bem devem abster-se de votar. O capítulo final do livro de Brennan revisou as evidências sobre se as pessoas são geralmente bem qualificadas para tomar decisões de voto responsável, e este capítulo fez referência ao mito do eleitor racional .
- Against Democracy de Jason Brennan, um livro da Princeton University Press de 2016 que desafia a crença de que a democracia é boa e moral, e argumenta que o sistema não produz resultados suficientemente bons. Além disso, Brennan apresenta e defende diferentes alternativas de "governo dos conhecedores" (epistocracia), onde apenas os eleitores mais conhecedores conseguem eleger os líderes.[13] Caplan endossou o livro.[13]